# ЛВГ D.VI
ЛВГ D.VI је једноседи ловачки авион направљен у Немачкој. Авион је први пут полетео 1918. године. 

Највећа брзина авиона при хоризонталном лету је износила 198 km/h.
Распон крила авиона је био 8,80 метара, а дужина трупа 7,20 метара. Празан авион је имао масу од 670 килограма. Нормална полетна маса износила је око 910 килограма. Био је наоружан са два 7,92-мм пулемета ЛМГ 08/15 Спандау.

## Наоружање
| Наоружање авиона: ЛВГ          |      |
| Ватрено (стрељачко) наоружање  |      |
| Топ                            |      |
| Митраљез                       |      |
| Број и ознака митраљеза        | 2    |
| Калибар                        | 7,92 |
| Бомбардерско наоружање (бомбе) |      |
| Ракетно наоружање (ракете)     |      |